# Llista de topònims de Serdinyà
Llista de topònims (noms propis de lloc) de Serdinyà (Conflent).
Informació actualitzada per un bot. Els canvis manuals es perdran quan s'actualitzi!

## dolmen
| imatge | Nom                          | Ubicat a | instància de | Detalls | coordenades                                                                | Protecció | Commons (més fotos) | Dades a WD                    |
| ------ | ---------------------------- | -------- | ------------ | ------- | -------------------------------------------------------------------------- | --------- | ------------------- | ----------------------------- |
|        | Dolmen del Cortal del Polita | Serdinyà | dolmen       |         | 42° 33′ 36″ N, 2° 19′ 47″ E / 42.55988889°N,2.32961111°E 767 msnm          |           |                     | Modifica les dades a Wikidata |
|        | Dòlmens del Pla de Tarters   | Serdinyà | dolmen       |         | 42° 33′ 36″ N, 2° 19′ 47″ E / 42.559888888889°N,2.3296111111111°E 767 msnm |           |                     | Modifica les dades a Wikidata |

## església
| imatge | Nom                                 | Ubicat a | instància de          | Detalls                                                                           | coordenades                                                     | Protecció                     | Commons (més fotos)                           | Dades a WD                    |
| ------ | ----------------------------------- | -------- | --------------------- | --------------------------------------------------------------------------------- | --------------------------------------------------------------- | ----------------------------- | --------------------------------------------- | ----------------------------- |
|        | Sant Cosme i Sant Damià de Serdinyà | Serdinyà | església Ús: església | Estil: arquitectura romànica Anomenat per: Cosme i Damià Dedicat a: Cosme i Damià | 42° 33′ 59″ N, 2° 19′ 13″ E / 42.5664°N,2.3203°E 538 msnm       | monument històric inventariat | Église Saint-Côme-et-Saint-Damien de Serdinya | Modifica les dades a Wikidata |
|        | Sant Joan Baptista de Joncet        | Serdinyà | església              |                                                                                   | 42° 33′ 44″ N, 2° 18′ 42″ E / 42.562322°N,2.311656°E 543.4 msnm |                               | Église Saint-Jean-Baptiste de Joncet du Bac   | Modifica les dades a Wikidata |
|        | Sant Marcel de Flaçà                | Serdinyà | església Ús: església | Estil: art preromànic                                                             | 42° 34′ 26″ N, 2° 18′ 45″ E / 42.573889°N,2.3125°E 971.9 msnm   | monument històric catalogat   | Église Saint-Marcel de Flassa                 | Modifica les dades a Wikidata |
|        | Santa Maria de Marinyans            | Serdinyà | església Ús: església | Estil: arquitectura romànica Estat: enderrocat o destruït Dedicat a: Verge Maria  | 42° 34′ 27″ N, 2° 19′ 51″ E / 42.5742°N,2.33072°E 713.5 msnm    |                               |                                               | Modifica les dades a Wikidata |

## estació de ferrocarril
| imatge | Nom                 | Ubicat a | instància de           | Detalls | coordenades                                                   | Protecció | Commons (més fotos) | Dades a WD                    |
| ------ | ------------------- | -------- | ---------------------- | ------- | ------------------------------------------------------------- | --------- | ------------------- | ----------------------------- |
|        | Estació de Joncet   | Serdinyà | estació de ferrocarril |         | 42° 33′ 42″ N, 2° 18′ 40″ E / 42.561585°N,2.311001°E 549 msnm |           | Gare de Joncet      | Modifica les dades a Wikidata |
|        | Estació de Serdinyà | Serdinyà | estació de ferrocarril |         | 42° 34′ 01″ N, 2° 19′ 23″ E / 42.566996°N,2.323129°E 526 msnm |           | Halte de Serdinya   | Modifica les dades a Wikidata |

## municipi francès
| imatge | Nom       | Ubicat a                                       | instància de     | Detalls | coordenades                                                                         | Protecció | Commons (més fotos) | Dades a WD                    |
| ------ | --------- | ---------------------------------------------- | ---------------- | ------- | ----------------------------------------------------------------------------------- | --------- | ------------------- | ----------------------------- |
|        | Els Horts | Pirineus Orientals districte de Prada Serdinyà | municipi francès |         | 42° 34′ 50″ N, 2° 19′ 50″ E / 42.580605555556°N,2.3305444444444°E Conflent 842 msnm |           | Les Horts           | Modifica les dades a Wikidata |
|        | Flaçà     | Pirineus Orientals Serdinyà                    | municipi francès |         | 42° 34′ 33″ N, 2° 18′ 50″ E / 42.5758°N,2.314°E 989 msnm                            |           | Flassa              | Modifica les dades a Wikidata |

## muntanya
| imatge | Nom                            | Ubicat a              | instància de | Detalls | coordenades                                                                        | Protecció | Commons (més fotos) | Dades a WD                    |
| ------ | ------------------------------ | --------------------- | ------------ | ------- | ---------------------------------------------------------------------------------- | --------- | ------------------- | ----------------------------- |
|        | Cim del Serrat de les Garberes | Serdinyà              | muntanya     |         | 42° 32′ 47″ N, 2° 20′ 36″ E / 42.546508333333335°N,2.343263888888889°E 900.1 msnm  |           |                     | Modifica les dades a Wikidata |
|        | Puig Mitjà                     | Serdinyà              | muntanya     |         | 42° 34′ 38″ N, 2° 20′ 12″ E / 42.57709444444444°N,2.336769444444444°E 732.2 msnm   |           |                     | Modifica les dades a Wikidata |
|        | Puig de les Coves              | Serdinyà              | muntanya     |         | 42° 35′ 07″ N, 2° 19′ 48″ E / 42.58518055555555°N,2.3300444444444444°E 1111.1 msnm |           |                     | Modifica les dades a Wikidata |
|        | Puig del Pla de Tarters        | Serdinyà              | muntanya     |         | 42° 33′ 17″ N, 2° 19′ 50″ E / 42.55475277777778°N,2.330652777777778°E 804 msnm     |           |                     | Modifica les dades a Wikidata |
|        | Roc Roig de la Serra Pelada    | Conat Noedes Serdinyà | muntanya     |         | 42° 36′ 02″ N, 2° 18′ 22″ E / 42.60065278°N,2.30606389°E 1669.2 msnm               |           |                     | Modifica les dades a Wikidata |

## pintura
| imatge | Nom                   | Ubicat a | instància de | Detalls | coordenades                         | Protecció | Commons (més fotos) | Dades a WD                    |
| ------ | --------------------- | -------- | ------------ | ------- | ----------------------------------- | --------- | ------------------- | ----------------------------- |
|        | Annonciation/Nativité | Serdinyà | pintura      |         | Sant Cosme i Sant Damià de Serdinyà |           |                     | Modifica les dades a Wikidata |
|        | Annonciation/Nativité | Serdinyà | pintura      |         | Sant Cosme i Sant Damià de Serdinyà |           |                     | Modifica les dades a Wikidata |

## port de muntanya
| imatge | Nom               | Ubicat a               | instància de     | Detalls | coordenades                                                            | Protecció | Commons (més fotos) | Dades a WD                    |
| ------ | ----------------- | ---------------------- | ---------------- | ------- | ---------------------------------------------------------------------- | --------- | ------------------- | ----------------------------- |
|        | Coll Basset       | Fullà Serdinyà         | port de muntanya |         | 42° 32′ 55″ N, 2° 20′ 36″ E / 42.548561°N,2.343394°E 854.6 msnm        |           |                     | Modifica les dades a Wikidata |
|        | Coll de la Guilla | Serdinyà               | port de muntanya |         | 42° 33′ 44″ N, 2° 19′ 48″ E / 42.562275°N,2.3298861111111°E 756.1 msnm |           |                     | Modifica les dades a Wikidata |
|        | Collada de Jújols | Jújols Noedes Serdinyà | port de muntanya |         | 42° 35′ 47″ N, 2° 17′ 28″ E / 42.596281°N,2.291211°E 1756.5 msnm       |           |                     | Modifica les dades a Wikidata |

## riu
| imatge | Nom                   | Ubicat a           | instància de | Detalls                                                   | coordenades | Protecció | Commons (més fotos) | Dades a WD                    |
| ------ | --------------------- | ------------------ | ------------ | --------------------------------------------------------- | --- | --------- | ------------------- | ----------------------------- |
|        | Ribera de Vallmarçana | Escaró Serdinyà    | riu          | Desemboca: Tet Llarg: 7.6km                               | 42° 31′ 57″ N, 2° 18′ 44″ E / 42.53260555555555°N,2.312327777777778°E 42° 33′ 56″ N, 2° 18′ 56″ E / 42.56552777777778°N,2.3155194444444445°E |           |                     | Modifica les dades a Wikidata |
|        | Tet                   | Pirineus Orientals | riu          | Desemboca: mar Mediterrània Llarg: 115.8km Conca: 1369km² | 42° 42′ 48″ N, 3° 02′ 23″ E / 42.713333333333°N,3.0397222222222°E                                                                            |           | Têt                 | Modifica les dades a Wikidata |

## vilatge
| imatge | Nom        | Ubicat a | instància de  | Detalls | coordenades                                                                         | Protecció | Commons (més fotos) | Dades a WD                    |
| ------ | ---------- | -------- | ------------- | ------- | ----------------------------------------------------------------------------------- | --------- | ------------------- | ----------------------------- |
|        | La Guàrdia | Serdinyà | vilatge       |         | 42° 34′ 13″ N, 2° 19′ 48″ E / 42.570147222222°N,2.3300972222222°E Conflent 571 msnm |           |                     | Modifica les dades a Wikidata |
|        | Marinyans  | Serdinyà | vilatge masia |         | 42° 34′ 25″ N, 2° 19′ 42″ E / 42.5735833333°N,2.32826388889°E 693.8 msnm            |           |                     | Modifica les dades a Wikidata |

## Misc
| imatge | Nom                         | Ubicat a                    | instància de                              | Detalls | coordenades                                                                           | Protecció | Commons (més fotos)   | Dades a WD                    |
| ------ | --------------------------- | --------------------------- | ----------------------------------------- | ------- | ------------------------------------------------------------------------------------- | --------- | --------------------- | ----------------------------- |
|        | Bosc Comunal de Serdinyà    | Serdinyà                    | bosc comunal                              |         |                                                                                       |           |                       | Modifica les dades a Wikidata |
|        | Castell dels Horts          | Serdinyà                    | castell                                   |         | 42° 34′ 36″ N, 2° 19′ 52″ E / 42.57668°N,2.331084°E Els Horts 817.9 msnm              |           |                       | Modifica les dades a Wikidata |
|        | Joncet                      | Serdinyà Pirineus Orientals | poble                                     |         | 42° 33′ 44″ N, 2° 18′ 31″ E / 42.5623°N,2.3087°E 842 msnm                             |           | Joncet                | Modifica les dades a Wikidata |
|        | Sant Sebastià de Serdinyà   | Serdinyà                    | capella                                   |         | 42° 34′ 04″ N, 2° 19′ 04″ E / 42.567822°N,2.317679°E 547.8 msnm                       |           |                       | Modifica les dades a Wikidata |
|        | Torre de la Guàrdia         | Serdinyà                    | torre                                     |         | 42° 34′ 14″ N, 2° 19′ 46″ E / 42.57059°N,2.329577°E 594.1 msnm                        |           |                       | Modifica les dades a Wikidata |
|        | casa de la vila de Serdinyà | Serdinyà                    | instal·lació Ús: seu del govern local     |         | 42° 34′ 05″ N, 2° 19′ 08″ E / 42.5680419352556°N,2.31888111979336°E fr:66360 SERDINYA |           | Town hall of Serdinya | Modifica les dades a Wikidata |
|        | cementiri de Flaçà          | Serdinyà                    | cementiri                                 |         | 42° 34′ 31″ N, 2° 18′ 49″ E / 42.5753°N,2.3137°E                                      |           |                       | Modifica les dades a Wikidata |
|        | refugi de Rocafumada        | Serdinyà                    | instal·lació esportiva refugi de muntanya |         | 42° 35′ 29″ N, 2° 18′ 18″ E / 42.5913°N,2.3049°E fr:ROQUEFUMADE 66360 Serdinya        |           |                       | Modifica les dades a Wikidata |